# Heinz Sielmann
Heinz Sielmann (2. června 1917 Rheydt – 6. října 2006 Mnichov) byl německý dokumentarista, autor dokumentárních filmů o zvířatech, kameraman, producent a publicista.

## Životopis
Narodil se v Rheydtu v Severním Porýní-Vestfálsku, v roce 1924 se rodina přestěhovala do Východního Pruska, kde se poprvé setkal s filmy o zvířatech. V roce 1939 byl povolán do Wehrmachtu, kde vyučoval na Luftnachrichtenschule v Poznani. Ve stejné době studoval v Poznani biologii a zoologii. Po válce pracoval jako kameraman pro Institut für Film und Bild in Wissenschaft und Unterricht v Mnichově. V roce 1949 natočil svůj první dokumentární film Lied der Wildbahn. V roce 1952 se seznámil s Konradem Lorenzem, se kterým později spolupracoval. V letech 1965–1991 moderoval úspěšný televizní pořad Expeditionen ins Tierreich, ve kterém prezentoval především vlastní filmové záběry zvířat. V roce 1994 obdržel čestnou profesuru ekologie na Ludwig-Maximilians-Universität v Mnichově. V roce 1994 založil nadaci Heinz Sielmann Stiftung, která se věnuje ochraně biotopů, ve kterých žijí ohrožené druhy. Po jeho smrti nadaci vedla jeho žena Inge (1930–2019).

## Dokumentární filmy (výběr)
- Lied der Wildbahn (1950)
- Zimmerleute des Waldes (1955)
- Wildensommer (1957)
- Galapagos (1962)
- Expeditionen ins Tierreich (1965)